# Fort Valley (Arizona)
Fort Valley – jednostka osadnicza w Stanach Zjednoczonych, w stanie Arizona, w hrabstwie Coconino.